# 黄光伟
黄光伟（1964年—），四川营山人，汉族，第十二届全国人民代表大会四川地区代表。
毕业于西南财经大学经济管理专业。加入中国共产党。2013年，担任全国人大代表。